# NHL Entry Draft 2012
L'NHL Entry Draft 2012 è stato il 50º draft della National Hockey League. Si è tenuto fra il 22 ed il 23 giugno 2012 presso il Consol Energy Center di Pittsburgh, casa dei Pittsburgh Penguins. Per la prima volta l'Entry Draft si svolse nel nuovo palazzetto, mentre l'edizione del 1997 fu tenuta presso la vecchia Civic Arena. Le formazioni della National Hockey League selezionarono i migliori giocatori di hockey su ghiaccio provenienti dai campionati giovanili, universitari, o dai campionati europei. Gli Edmonton Oilers, dopo aver concluso al penultimo posto la stagione 2011-12, guadagnarono l'opzione per la prima scelta assoluta dopo aver vinto la NHL Draft lottery, riuscendo per la seconda volta nella storia ad avere tre prime scelte assolute consecutive, dopo i Quebec Nordiques.
Gli Edmonton Oilers, approfittando della prima posizione, selezionarono l'ala destra russa Nail' Jakupov dai Sarnia Sting, formazione della Ontario Hockey League (OHL). I Columbus Blue Jackets invece come seconda scelta puntarono sul difensore canadese Ryan Murray, proveniente dagli Everett Silvertips della WHL, mentre i Montreal Canadiens scelsero in terza posizione il centro statunitense Alex Galchenyuk (figlio di Alexandr Galchenyuk che giocò in Italia con Milano e Asiago) dei Sarnia Sting. Fra i 211 giocatori selezionati, 110 erano attaccanti, 77 erano difensori e 24 erano portieri.

## Migliori prospetti
Dati elaborati dal NHL Central Scouting Bureau.
| Posizione | Giocatori nordamericani | Giocatori europei       |
| --------- | ----------------------- | ----------------------- |
| 1         | Nail' Jakupov (AD)      | Filip Forsberg (C)      |
| 2         | Ryan Murray (D)         | Teuvo Teräväinen (AS)   |
| 3         | Michail Grigorenko (C)  | Sebastian Collberg (AD) |
| 4         | Alex Galchenyuk (C)     | Hampus Lindholm (D)     |
| 5         | Morgan Rielly (D)       | Tomáš Hertl (C)         |
| 6         | Cody Ceci (D)           | Pontus Åberg (AS)       |
| 7         | Radek Faksa (C)         | Ville Pokka (D)         |
| 8         | Olli Määttä (D)         | Ludvig Byström (D)      |
| 9         | Jacob Trouba (D)        | Nikolaj Prochorkin (AS) |
| 10        | Griffin Reinhart (D)    | Anton Slepyšev (AS)     |

| Posizione | Portieri nordamericani | Portieri europei   |
| --------- | ---------------------- | ------------------ |
| 1         | Malcolm Subban         | Andrej Vasilevskij |
| 2         | Brandon Whitney        | Oscar Dansk        |
| 3         | Jake Paterson          | Joonas Korpisalo   |

## Turni
|  | = NHL All-Star |  |  | = NHL All-Star e NHL All-Star Team |

Legenda delle posizioni

A = Attaccante   AD = Ala destra   AS = Ala sinistra   C = Centro   D = Difensore   P = Portiere

### Primo giro
| #  | Giocatore               | Nazionalità | Squadra NHL                               | Squadra di provenienza         |
| -- | ----------------------- | ----------- | ----------------------------------------- | ------------------------------ |
| 1  | Nail' Jakupov (AD)      | Russia      | Edmonton Oilers                           | Sarnia Sting (OHL)             |
| 2  | Ryan Murray (D)         | Canada      | Columbus Blue Jackets                     | Everett Silvertips (WHL)       |
| 3  | Alex Galchenyuk (C)     | Stati Uniti | Montreal Canadiens                        | Sarnia Sting (OHL)             |
| 4  | Griffin Reinhart (D)    | Canada      | New York Islanders                        | Edmonton Oil Kings (WHL)       |
| 5  | Morgan Rielly (D)       | Canada      | Toronto Maple Leafs                       | Moose Jaw Warriors (WHL)       |
| 6  | Hampus Lindholm (D)     | Svezia      | Anaheim Ducks                             | Rögle (Hockeyallsvenskan)      |
| 7  | Mathew Dumba (D)        | Canada      | Minnesota Wild                            | Red Deer Rebels (WHL)          |
| 8  | Derrick Pouliot (D)     | Canada      | Pittsburgh Penguins (da Carolina)         | Portland Winterhawks (WHL)     |
| 9  | Jacob Trouba (D)        | Stati Uniti | Winnipeg Jets                             | USA Hockey NTDP (USHL)         |
| 10 | Slater Koekkoek (D)     | Canada      | Tampa Bay Lightning                       | Peterborough Petes (OHL)       |
| 11 | Filip Forsberg (AD)     | Svezia      | Washington Capitals (da Colorado)         | Leksand (Hockeyallsvenskan)    |
| 12 | Michail Grigorenko (C)  | Russia      | Buffalo Sabres                            | Québec Remparts (QMJHL)        |
| 13 | Radek Faksa (C)         | Rep. Ceca   | Dallas Stars                              | Kitchener Rangers (OHL)        |
| 14 | Zemgus Girgensons (C)   | Lettonia    | Buffalo Sabres (da Calgary)               | Dubuque Fighting Saints (USHL) |
| 15 | Cody Ceci (D)           | Canada      | Ottawa Senators                           | Ottawa 67's (OHL)              |
| 16 | Tom Wilson (AD)         | Canada      | Washington Capitals                       | Plymouth Whalers (OHL)         |
| 17 | Tomáš Hertl (C)         | Rep. Ceca   | San Jose Sharks                           | Slavia Praga (Extraliga)       |
| 18 | Teuvo Teräväinen (AD)   | Finlandia   | Chicago Blackhawks                        | Jokerit (SM-liiga)             |
| 19 | Andreij Vasilevskij (P) | Russia      | Tampa Bay Lightning (da Detroit)          | Salavat Julaev (KHL)           |
| 20 | Scott Laughton (C)      | Canada      | Philadelphia Flyers                       | Oshawa Generals (OHL)          |
| 21 | Mark Jankowski (C)      | Canada      | Calgary Flames (da Nashville via Buffalo) | Stanstead College (HS-Québec)  |
| 22 | Olli Määttä (D)         | Finlandia   | Pittsburgh Penguins                       | London Knights (OHL)           |
| 23 | Mike Matheson (D)       | Canada      | Florida Panthers                          | Dubuque Fighting Saints (USHL) |
| 24 | Malcolm Subban (P)      | Canada      | Boston Bruins                             | Belleville Bulls (OHL)         |
| 25 | Jordan Schmaltz (D)     | Stati Uniti | St. Louis Blues                           | Green Bay Gamblers (USHL)      |
| 26 | Brendan Gaunce (C)      | Canada      | Vancouver Canucks                         | Belleville Bulls (OHL)         |
| 27 | Henrik Samuelsson (C)   | Stati Uniti | Phoenix Coyotes                           | Edmonton Oil Kings (WHL)       |
| 28 | Brady Skjei (D)         | Stati Uniti | New York Rangers                          | USA Hockey NTDP (USHL)         |
| 29 | Stefan Matteau (C)      | Stati Uniti | New Jersey Devils                         | USA Hockey NTDP (USHL)         |
| 30 | Tanner Pearson (AS)     | Canada      | Los Angeles Kings                         | Barrie Colts (OHL)             |

### Secondo giro
| #  | Giocatore                | Nazionalità          | Squadra NHL                                                | Squadra di provenienza                  |
| -- | ------------------------ | -------------------- | ---------------------------------------------------------- | --------------------------------------- |
| 31 | Oscar Dansk (P)          | Svezia               | Columbus Blue Jackets                                      | Brynäs (Elitserien)                     |
| 32 | Mitchell Moroz (AS)      | Canada               | Edmonton Oilers                                            | Edmonton Oil Kings (WHL)                |
| 33 | Sebastian Collberg (AD)  | Svezia               | Montreal Canadiens                                         | Frölunda (Elitserien)                   |
| 34 | Ville Pokka (D)          | Finlandia            | New York Islanders                                         | Oulun Kärpät (SM-liiga)                 |
| 35 | Matthew Finn (D)         | Canada               | Toronto Maple Leafs                                        | Guelph Storm (OHL)                      |
| 36 | Nicolas Kerdiles (AS)    | Stati Uniti/ Francia | Anaheim Ducks                                              | USA Hockey NTDP (USHL)                  |
| 37 | Pontus Åberg (AS)        | Svezia               | Nashville Predators (da Minnesota via San Jose, Tampa Bay) | Djurgården (Elitserien)                 |
| 38 | Phillip Di Giuseppe (AS) | Canada               | Carolina Hurricanes                                        | Michigan Wolverines (CCHA)              |
| 39 | Lukas Sutter (C)         | Canada               | Winnipeg Jets                                              | Saskatoon Blades (WHL)                  |
| 40 | Dylan Blujus (D)         | Stati Uniti          | Tampa Bay Lightning                                        | Brampton Battalion (OHL)                |
| 41 | Mitchell Heard (C)       | Canada               | Colorado Avalanche                                         | Plymouth Whalers (OHL)                  |
| 42 | Patrick Sieloff (D)      | Stati Uniti          | Calgary Flames (da Buffalo)                                | USA Hockey NTDP (USHL)                  |
| 43 | Ludvig Byström (D)       | Svezia               | Dallas Stars                                               | MODO (Elitserien)                       |
| 44 | Jake McCabe (D)          | Stati Uniti          | Buffalo Sabres (da Calgary)                                | Wisconsin Badgers (WCHA)                |
| 45 | Anthony Stolarz (P)      | Stati Uniti          | Philadelphia Flyers (da Ottawa via Phoenix, Columbus)      | Corpus Christi IceRays (NAHL)           |
| 46 | Raphaël Bussières (AS)   | Canada               | Minnesota Wild (da Washington via New Jersey)              | Baie-Comeau Drakkar (QMJHL)             |
| 47 | Brock McGinn (AS)        | Canada               | Carolina Hurricanes (da San Jose)                          | Guelph Storm (OHL)                      |
| 48 | Dillon Fournier (D)      | Canada               | Chicago Blackhawks                                         | R-N Huskies (QMJHL)                     |
| 49 | Martin Frk (AD)          | Rep. Ceca            | Detroit Red Wings                                          | Halifax Mooseheads (QMJHL)              |
| 50 | Colton Sissons (C)       | Canada               | Nashville Predators (da Philadelphia via Tampa Bay)        | Kelowna Rockets (WHL)                   |
| 51 | Dalton Thrower (D)       | Canada               | Montreal Canadiens (da Nashville)                          | Saskatoon Blades (WHL)                  |
| 52 | Teodors Blugers (C)      | Lettonia             | Pittsburgh Penguins                                        | Shattuck-St. Mary's (USHS-Minnesota)    |
| 53 | Brian Hart (AD)          | Stati Uniti          | Tampa Bay Lightning (da Florida via Philadelphia)          | Exeter High School (USHS-New Hampshire) |
| 54 | Mike Winther (C)         | Canada               | Dallas Stars (da Boston via Toronto, Colorado, Washington) | Prince Albert Raiders (WHL)             |
| 55 | Chris Tierney (C)        | Canada               | San Jose Sharks                                            | London Knights (OHL)                    |
| 56 | Samuel Kurker (AD)       | Stati Uniti          | St. Louis Blues                                            | St. John's Prep (USHS-Massachusetts)    |
| 57 | Alexandre Mallet (AS)    | Canada               | Vancouver Canucks                                          | Rimouski Océanic (QMJHL)                |
| 58 | Jordan Martinook (AS)    | Canada               | Phoenix Coyotes                                            | Vancouver Giants (WHL)                  |
| 59 | Cristoval Nieves (C)     | Stati Uniti          | New York Rangers                                           | Kent School (USHS-Connecticut)          |
| 60 | Damon Severson (D)       | Canada               | New Jersey Devils                                          | Kelowna Rockets (WHL)                   |
| 61 | Devin Shore (C)          | Canada               | Dallas Stars (da Los Angeles via Philadelphia)             | Whitby Fury (OJHL)                      |

### Terzo giro
| #  | Giocatore                  | Nazionalità | Squadra NHL                                       | Squadra di provenienza               |
| -- | -------------------------- | ----------- | ------------------------------------------------- | ------------------------------------ |
| 62 | Joonas Korpisalo (P)       | Finlandia   | Columbus Blue Jackets                             | Jokerit (SM-liiga)                   |
| 63 | Jujhar Khaira (AS)         | Canada      | Edmonton Oilers                                   | Prince George Cougars (WHL)          |
| 64 | Tim Bozon (AS)             | Francia     | Montreal Canadiens                                | Prince George Cougars (WHL)          |
| 65 | Adam Pelech (D)            | Canada      | New York Islanders                                | Kamloops Blazers (WHL)               |
| 66 | Jimmy Vesey (AS)           | Stati Uniti | Nashville Predators (da Toronto via Los Angeles)  | Erie Otters (OHL)                    |
| 67 | Mackenzie Maceachern (AS)  | Stati Uniti | St. Louis Blues (da Anaheim)                      | Roseau High School (USHS-Minnesota)  |
| 68 | John Draeger (D)           | Stati Uniti | Minnesota Wild                                    | Shattuck-St. Mary's (USHS-Minnesota) |
| 69 | Daniel Altshuller (P)      | Canada      | Carolina Hurricanes                               | Oshawa Generals (OHL)                |
| 70 | Scott Kosmachuk (AD)       | Canada      | Winnipeg Jets                                     | Guelph Storm (OHL)                   |
| 71 | Tanner Richard (C)         | Svizzera    | Tampa Bay Lightning                               | Guelph Storm (OHL)                   |
| 72 | Troy Bourke (AS)           | Canada      | Colorado Avalanche                                | Prince George Cougars (WHL)          |
| 73 | Justin Kea (C)             | Canada      | Buffalo Sabres                                    | Saginaw Spirit (OHL)                 |
| 74 | Esa Lindell (D)            | Finlandia   | Dallas Stars                                      | Jokerit (SM-liiga)                   |
| 75 | Jon Gillies (P)            | Stati Uniti | Calgary Flames                                    | Indiana Ice (USHL)                   |
| 76 | Chris Driedger (P)         | Canada      | Ottawa Senators                                   | Calgary Hitmen (WHL)                 |
| 77 | Chandler Stephenson (C-AS) | Canada      | Washington Capitals                               | Regina Pats (WHL)                    |
| 78 | Shayne Gostibehere (D)     | Stati Uniti | Philadelphia Flyers (da San Jose via Florida)     | Union Dutchmen (ECAC)                |
| 79 | Chris Calnan (AD)          | Stati Uniti | Chicago Blackhawks                                | Nobles School (USHS-Massachusetts)   |
| 80 | Jake Paterson (P)          | Canada      | Detroit Red Wings                                 | Saginaw Spirit (OHL)                 |
| 81 | Oskar Sundqvist (C)        | Svezia      | Pittsburgh Penguins (da Philadelphia via Phoenix) | Skellefteå AIK (Elitserien)          |
| 82 | Jarrod Maidens (C-AS)      | Canada      | Ottawa Senators (da Nashville)                    | Owen Sound Attack (OHL)              |
| 83 | Matthew Murray (P)         | Canada      | Pittsburgh Penguins                               | S.S. Marie Greyhounds (OHL)          |
| 84 | Steven Hodges (C)          | Canada      | Florida Panthers                                  | Victoria Royals (WHL)                |
| 85 | Matthew Grzelcyk (D)       | Stati Uniti | Boston Bruins                                     | USA Hockey NTDP (USHL)               |
| 86 | Colten Parayko (D)         | Canada      | St. Louis Blues                                   | Fort McMurray Oil Barons (AJHL)      |
| 87 | Frederik Andersen (P)      | Danimarca   | Anaheim Ducks (da Vancouver)                      | Frölunda (Elitserien)                |
| 88 | James Melindy (D)          | Canada      | Phoenix Coyotes                                   | Moncton Wildcats (QMJHL)             |
| 89 | Brenden Leipsec (AS)       | Canada      | Nashville Predators (da NY Rangers)               | Portland Winterhawks (WHL)           |
| 90 | Ben Johnson (C-AS)         | Stati Uniti | New Jersey Devils                                 | Windsor Spitfires (OHL)              |
| 91 | Daniil Žarkov (AS)         | Russia      | Edmonton Oilers (da Los Angeles)                  | Belleville Bulls (OHL)               |

### Quarto giro
| #   | Giocatore                   | Nazionalità | Squadra NHL                                           | Squadra di provenienza               |
| --- | --------------------------- | ----------- | ----------------------------------------------------- | ------------------------------------ |
| 92  | Matia Marcantuoni (C-AD)    | Canada      | Pittsburgh Penguins (da Columbus)                     | Kitchener Rangers (OHL)              |
| 93  | Erik Gustafsson (D)         | Svezia      | Edmonton Oilers                                       | Djurgården (Elitserien)              |
| 94  | Brady Vail (C)              | Stati Uniti | Montreal Canadiens                                    | Windsor Spitfires (OHL)              |
| 95  | Josh Anderson (AD)          | Canada      | Columbus Blue Jackets (da NY Islanders via Vancouver) | London Knights (OHL)                 |
| 96  | Ben Thomson (AS)            | Canada      | New Jersey Devils (da Toronto)                        | Kitchener Rangers (OHL)              |
| 97  | Kevin Roy (C)               | Canada      | Anaheim Ducks                                         | Lincoln Stars (USHL)                 |
| 98  | Adam Gilmour (C)            | Stati Uniti | Minnesota Wild                                        | Nobles School (USHS-Massachusetts)   |
| 99  | Erik Karlsson (C-AS)        | Svezia      | Carolina Hurricanes                                   | Frölunda (Elitserien)                |
| 100 | Thomas Di Pauli (C)         | Stati Uniti | Washington Capitals (da Winnipeg)                     | USA Hockey NTDP (USHL)               |
| 101 | Cédric Paquette (C)         | Canada      | Tampa Bay Lightning                                   | B.-B. Armada (QMJHL)                 |
| 102 | Rhett Holland (D)           | Canada      | Phoenix Coyotes (da Colorado)                         | Okotoks Oilers (AJHL)                |
| 103 | Loïc Leduc (D)              | Canada      | New York Islanders (da Buffalo)                       | CB Screaming Eagles (QMJHL)          |
| 104 | Gemel Smith (C)             | Canada      | Dallas Stars                                          | Owen Sound Attack (OHL)              |
| 105 | Brett Kulak (D)             | Canada      | Calgary Flames                                        | Vancouver Giants (WHL)               |
| 106 | Tim Boyle (D)               | Stati Uniti | Ottawa Senators                                       | Nobles School (USHS-Massachusetts)   |
| 107 | Austin Wuthrich (AD)        | Stati Uniti | Washington Capitals                                   | Notre Dame Fighting Irish (CCHA)     |
| 108 | Andrew O'Brien (D)          | Canada      | Anaheim Ducks (da San Jose)                           | Chic. Saguenéens (QMJHL)             |
| 109 | Christopher Lalancette (AD) | Canada      | San Jose Sharks (da Chicago)                          | Acadie-Bathurst Titan (QMJHL)        |
| 110 | Andrea Anthanasiou (C-AS)   | Canada      | Detroit Red Wings                                     | London Knights (OHL)                 |
| 111 | Fredric Larsson (D)         | Svezia      | Philadelphia Flyers                                   | Brynäs (Elitserien)                  |
| 112 | Zach Stepan (C)             | Stati Uniti | Nashville Predators                                   | Shattuck-St. Mary's (USHS-Minnesota) |
| 113 | Sean Maguire (P)            | Canada      | Pittsburgh Penguins                                   | Powell River Kings (BCHL)            |
| 114 | Aleksandr Delnov (AS)       | Russia      | Florida Panthers                                      | Atlant Mytišči (KHL)                 |
| 115 | Trevor Carrick (D)          | Canada      | Carolina Hurricanes (da Boston)                       | St. Michael's Majors (OHL)           |
| 116 | Nicholas Walters (D)        | Canada      | St. Louis Blues                                       | Everett Silvertips (WHL)             |
| 117 | Taylor Leier (AS)           | Canada      | Philadelphia Flyers (da Vancouver via Columbus)       | Portland Winterhawks (WHL)           |
| 118 | Mikko Vainonen (D)          | Finlandia   | Nashville Predators (da Phoenix)                      | HIFK (SM-liiga)                      |
| 119 | Calle Andersson (D)         | Svezia      | New York Rangers                                      | Färjestad (Elitserien)               |
| 120 | Jaccob Slavin (D)           | Stati Uniti | Carolina Hurricanes (da New Jersey)                   | Chicago Steel (USHL)                 |
| 121 | Nikolaj Prochorkin (AS-AD)  | Russia      | Los Angeles Kings                                     | CSKA Mosca (KHL)                     |

### Quinto giro
| #   | Giocatore              | Nazionalità | Squadra NHL                               | Squadra di provenienza                        |
| --- | ---------------------- | ----------- | ----------------------------------------- | --------------------------------------------- |
| 122 | Charles Hudon (AS)     | Canada      | Calgary Flames (da Columbus via Montreal) | Chic. Saguenéens (QMJHL)                      |
| 123 | Joey LaLeggia (D)      | Canada      | Edmonton Oilers                           | Denver Pioneers (WCHA)                        |
| 124 | Ryan Culkin (D)        | Canada      | New York Islanders (da Montreal)          | Québec Remparts (QMJHL)                       |
| 125 | Doyle Somerby (D)      | Stati Uniti | New York Islanders                        | Kimball Union Academy (USHS-New Hampshire)    |
| 126 | Dominic Toninato (C)   | Stati Uniti | Toronto Maple Leafs                       | Duluth East High School (USHS-Minnesota)      |
| 127 | Brian Cooper (D)       | Stati Uniti | Anaheim Ducks (da Anaheim via Montreal)   | Fargo Force (USHL)                            |
| 128 | Daniel Gunnarsson (D)  | Svezia      | Minnesota Wild                            | Luleå (Elitserien)                            |
| 129 | Brendan Woods (AS)     | Stati Uniti | Carolina Hurricanes                       | Wisconsin Badgers (WCHA)                      |
| 130 | Connor Hellebuyck (P)  | Stati Uniti | Winnipeg Jets                             | Odessa Jackalopes (NAHL)                      |
| 131 | Seth Griffith (C)      | Canada      | Boston Bruins (da Tampa Bay)              | London Knights (OHL)                          |
| 132 | Michael Clarke (C)     | Canada      | Colorado Avalanche                        | Windsor Spitfires (OHL)                       |
| 133 | Logan Nelson (C)       | Stati Uniti | Buffalo Sabres                            | Victoria Royals (WHL)                         |
| 134 | Branden Troock (AD)    | Canada      | Dallas Stars                              | Seattle Thunderbirds (WHL)                    |
| 135 | Graham Black (C)       | Canada      | New Jersey Devils (da Calgary)            | Swift Current Broncos (WHL)                   |
| 136 | Robert Baillargeon (C) | Stati Uniti | Ottawa Senators                           | Indiana Ice (USHL)                            |
| 137 | Connor Carrick (D)     | Stati Uniti | Washington Capitals                       | USA Hockey NTDP (USHL)                        |
| 138 | Daniel O'Regan (C)     | Stati Uniti | San Jose Sharks                           | Saint Sebastian's School (USHS-Massachusetts) |
| 139 | Garret Ross (AS)       | Stati Uniti | Chicago Blackhawks                        | Saginaw Spirit (OHL)                          |
| 140 | Michael McKee (D)      | Canada      | Detroit Red Wings                         | Lincoln Stars (USHL)                          |
| 141 | Reece Willcox (D)      | Canada      | Philadelphia Flyers                       | Merritt Centennials (BCHL)                    |
| 142 | Thomas Spelling (D)    | Danimarca   | New York Rangers (da Nashville)           | Herning Blue Fox (Superisligaen)              |
| 143 | Clarke Seymour (D)     | Canada      | Pittsburgh Penguins                       | Peterborough Petes (OHL)                      |
| 144 | Henri Kiviaho (P)      | Finlandia   | Dallas Stars (da Florida)                 | KalPa (SM-liiga)                              |
| 145 | Cody Payne (AD)        | Canada      | Boston Bruins                             | Plymouth Whalers (OHL)                        |
| 146 | François Tremblay (P)  | Canada      | St. Louis Blues                           | Val-d'Or Foreurs (QMJHL)                      |
| 147 | Ben Hutton (D)         | Canada      | Vancouver Canucks                         | Nepean Raiders (CCHL)                         |
| 148 | Niklas Tikkinen (D)    | Finlandia   | Phoenix Coyotes                           | Espoo Blues (SM-liiga)                        |
| 149 | Travis Brown (D)       | Canada      | Chicago Blackhawks (da NY Rangers)        | Moose Jaw Warriors (WHL)                      |
| 150 | Alexander Kerfoot (C)  | Canada      | New Jersey Devils                         | Coquitlam Express (BCHL)                      |
| 151 | Colin Miller (D)       | Canada      | Los Angeles Kings                         | S.S. Marie Greyhounds (OHL)                   |

### Sesto giro
| #   | Giocatore                  | Nazionalità | Squadra NHL                                 | Squadra di provenienza               |
| --- | -------------------------- | ----------- | ------------------------------------------- | ------------------------------------ |
| 152 | Daniel Zaar (AD)           | Svezia      | Columbus Blue Jackets                       | Rögle (Hockeyallsvenskan)            |
| 153 | John McCarron (AD)         | Stati Uniti | Edmonton Oilers                             | Cornell Big Red (ECAC)               |
| 154 | Erik Nyström (AS)          | Svezia      | Montreal Canadiens                          | MODO (Elitserien)                    |
| 155 | Jesse Graham (D)           | Canada      | New York Islanders                          | Niagara IceDogs (OHL)                |
| 156 | Connor Brown (AD)          | Canada      | Toronto Maple Leafs                         | Erie Otters (OHL)                    |
| 157 | Ryan Rupert (C)            | Canada      | Toronto Maple Leafs (da Anaheim)            | London Knights (OHL)                 |
| 158 | Christopher Bertschy (C)   | Svizzera    | Minnesota Wild                              | Berna (LNA)                          |
| 159 | Colin Olsen (P)            | Stati Uniti | Carolina Hurricanes                         | USA Hockey NTDP (USHL)               |
| 160 | Ryan Olsen (C)             | Canada      | Winnipeg Jets                               | Saskatoon Blades (WHL)               |
| 161 | Jake Dotchin (D)           | Canada      | Tampa Bay Lightning                         | Owen Sound Attack (OHL)              |
| 162 | Joseph Blandisi (C-AD)     | Canada      | Colorado Avalanche                          | Owen Sound Attack (OHL)              |
| 163 | Linus Ullmark (P)          | Svezia      | Buffalo Sabres                              | MODO (Elitserien)                    |
| 164 | Simon Fernholm (D)         | Svezia      | Nashville Predators (da Dallas via Florida) | Huddinge (Hockeyallsvenskan)         |
| 165 | Coda Gordon (AS)           | Canada      | Calgary Flames                              | Swift Current Broncos (WHL)          |
| 166 | François Brassard (P)      | Canada      | Ottawa Senators                             | Québec Remparts (QMJHL)              |
| 167 | Riley Barber (AD)          | Stati Uniti | Washington Capitals                         | USA Hockey NTDP (USHL)               |
| 168 | Clifford Watson (D)        | Stati Uniti | San Jose Sharks                             | Sioux City Musketeers (USHL)         |
| 169 | Vincent Hinostroza (C)     | Stati Uniti | Chicago Blackhawks                          | Waterloo Black Hawks (USHL)          |
| 170 | James De Haas (D)          | Canada      | Detroit Red Wings                           | Toronto Lakeshore (OJHL)             |
| 171 | Tomáš Hyka (AD)            | Rep. Ceca   | Los Angeles Kings (da Philadelphia)         | Gatineau Olympiques (QMJHL)          |
| 172 | Max Görtz (AD)             | Svezia      | Nashville Predators                         | Färjestad (Elitserien)               |
| 173 | Anton Zlobin (AD)          | Russia      | Pittsburgh Penguins                         | Shawinigan Cataractes (QMJHL)        |
| 174 | François Bouvillier (C-AS) | Canada      | Florida Panthers                            | Rimouski Océanic (QMJHL)             |
| 175 | Matthew Benning (D)        | Canada      | Boston Bruins                               | Spruce Grove Saints (AJHL)           |
| 176 | Petteri Lindbohm (D)       | Finlandia   | St. Louis Blues                             | Jokerit (SM-liiga)                   |
| 177 | Wesley Myron (AS)          | Canada      | Vancouver Canucks                           | Victoria Royals (BCHL)               |
| 178 | Samuel Fejes (AS)          | Stati Uniti | Phoenix Coyotes                             | Shattuck-St. Mary's (USHS-Minnesota) |
| 179 | Marek Mazanec (P)          | Rep. Ceca   | Nashville Predators (da NY Rangers)         | Plzeň 1929 (Extraliga)               |
| 180 | Artur Gavrus (C)           | Bielorussia | New Jersey Devils                           | Owen Sound Attack (OHL)              |
| 181 | Paul Ladue (D)             | Stati Uniti | Los Angeles Kings                           | Lincoln Stars (USHL)                 |

### Settimo giro
| #   | Giocatore              | Nazionalità | Squadra NHL                                    | Squadra di provenienza                    |
| --- | ---------------------- | ----------- | ---------------------------------------------- | ----------------------------------------- |
| 182 | Gianluca Curcuruto (D) | Canada      | Columbus Blue Jackets                          | S.S. Marie Greyhounds (OHL)               |
| 183 | Dmitrij Sinicyn (D)    | Russia      | Los Angeles Kings (da Edmonton)                | UMass Minutemen (Hockey East)             |
| 184 | Marek Langhamer (P)    | Rep. Ceca   | Phoenix Coyotes (da Montreal)                  | Pardubice (Extraliga)                     |
| 185 | Jake Bischoff (D)      | Stati Uniti | New York Islanders                             | Grand Rapids High School (USHS-Minnesota) |
| 186 | Matt DeBlouw (C)       | Stati Uniti | Calgary Flames (da Toronto)                    | Muskegon Lumberjacks (USHL)               |
| 187 | Kenton Helgesen (D)    | Canada      | Anaheim Ducks                                  | Calgary Hitmen (WHL)                      |
| 188 | Louis Nanne (AS)       | Stati Uniti | Minnesota Wild                                 | Edina High School (USHS-Minnesota)        |
| 189 | Brendan Collier (AS)   | Stati Uniti | Carolina Hurricanes                            | Malden Catholic (USHS-Massachusetts)      |
| 190 | Jamie Phillips (P)     | Canada      | Winnipeg Jets                                  | Toronto Jr. Canadiens (OJHL)              |
| 191 | Brandon Whitney (P)    | Canada      | Chicago Blackhawks (da Tampa Bay via San Jose) | Victoriaville Tigres (QMJHL)              |
| 192 | Colin Smith (C)        | Canada      | Colorado Avalanche                             | Kamloops Blazers (WHL)                    |
| 193 | Brady Austin (D)       | Canada      | Buffalo Sabres                                 | Belleville Bulls (OHL)                    |
| 194 | Jonatan Nielsen (D)    | Svezia      | Florida Panthers (da Dallas)                   | Linköping (Elitserien)                    |
| 195 | Christian Djoos (D)    | Svezia      | Washington Capitals (da Calgary)               | Brynäs (Elitserien)                       |
| 196 | Mikael Wikstrand (D)   | Svezia      | Ottawa Senators                                | Mora (Elitserien)                         |
| 197 | Jaynen Rissling (D)    | Canada      | Washington Capitals                            | Calgary Hitmen (WHL)                      |
| 198 | Joakim Ryan (D)        | Stati Uniti | San Jose Sharks                                | Cornell Big Red (ECAC)                    |
| 199 | Matt Tomkins (P)       | Canada      | Chicago Blackhawks                             | Sherwood Park Crusaders (AJHL)            |
| 200 | Rasmus Bodin (AS)      | Svezia      | Detroit Red Wings                              | Östersunds IK (Division 1)                |
| 201 | Valerij Vasil'ev (D)   | Russia      | Philadelphia Flyers                            | Spartak Mosca (KHL)                       |
| 202 | Nikita Gusev (AS)      | Russia      | Tampa Bay Lightning (da Nashville)             | CSKA Mosca (KHL)                          |
| 203 | Sergej Kostenko (P)    | Russia      | Washington Capitals (da Pittsburgh)            | Metallurg Novok. (KHL)                    |
| 204 | Judd Peterson (C-AD)   | Stati Uniti | Buffalo Sabres (da Florida via Chicago)        | The Marshall School (USHS-Minnesota)      |
| 205 | Colton Hargrove (AS)   | Stati Uniti | Boston Bruins                                  | Fargo Force (USHL)                        |
| 206 | Tyrel Seaman (C)       | Canada      | St. Louis Blues                                | Brandon Wheat Kings (WHL)                 |
| 207 | Matthew Beattie (AS)   | Stati Uniti | Vancouver Canucks                              | Exeter High School (USHS-New Hampshire)   |
| 208 | Justin Hache (D)       | Canada      | Phoenix Coyotes                                | Shawinigan Cataractes (QMJHL)             |
| 209 | Viktor Lööv (D)        | Svezia      | Toronto Maple Leafs (da NY Rangers)            | Södertälje SK (Hockeyallsvenskan)         |
| 210 | Jaycob Megna (D)       | Stati Uniti | Anaheim Ducks (da New Jersey)                  | UNO Mavericks (WCHA)                      |
| 211 | Nick Ebert (D)         | Stati Uniti | Los Angeles Kings                              | Windsor Spitfires (OHL)                   |

## Selezioni classificate per nazionalità
| Pos. | Paese        | Selezioni | Percentuale |
|      | Nord America | 154       | 73,0%       |
| ---- | ------------ | --------- | ----------- |
| 1    | Canada       | 98        | 46,4%       |
| 2    | Stati Uniti  | 56        | 26,6%       |
|      | Europa       | 57        | 27,0%       |
| 3    | Svezia       | 23        | 10,8%       |
| 4    | Russia       | 11        | 5,2%        |
| 5    | Finlandia    | 9         | 4,2%        |
| 6    | Rep. Ceca    | 6         | 2,8%        |
| 7    | Danimarca    | 2         | 1,0%        |
| 7    | Lettonia     | 2         | 1,0%        |
| 7    | Svizzera     | 2         | 1,0%        |
| 10   | Bielorussia  | 1         | 0,5%        |
| 10   | Francia      | 1         | 0,5%        |